# Carreraia edwardsi
Espèce
Carreraia edwardsi est une espèce d'insectes diptères nématocères de la famille des Anisopodidae.

## Systématique
Le nom valide complet (avec auteur) de ce taxon est Carreraia edwardsi (Carrera (d), 1941).
L'espèce a été initialement classée dans le genre Olbiogaster sous le protonyme Olbiogaster edwardsi Carrera, 1941.
Carreraia edwardsi a pour synonyme :
- Olbiogaster edwardsi Carrera, 1941